# Nagygalambfalva
Nagygalambfalva (románul Porumbenii Mari, korábban Golumba Mare) falu és községközpont Romániában, Erdélyben, Hargita megyében.

## Fekvése
A falu Székelykeresztúrtól 10 km-re keletre, a Nagy-Küküllő középső szakaszán, annak jobb partján a Nagygalambfalvi-völgymedencében terül el. Bögözhöz tartozott, 2004-ben vált ismét önálló községgé. A település belterülete szögekre oszlik: Templomszög, Patakszög, Alszög, Fölszög, Malomszög (a „szög” itt falurészt jelent).

## Története
1334-ben Galamb néven említik először. A falu délkeleti végétől nem messze a Vágás-patak feletti Vártető nevű hegycsúcson nagy kiterjedésű vár maradványai látszanak. A vár valószínűleg dák eredetű, használata a római korban megszűnt, de a középkorban a lakosság menedékhelyként még használta. A szomszédos Lesőhegy csúcsán a várnak egy őrtornya állott. A településen már 1566-ban létezett iskola. Erről a székelyudvarhelyi református egyházmegye levéltárában található jegyzőkönyv bejegyzése tanúskodik, mely szerint az akkori iskolamester így ír alá egy végrendelet: "Én Galambfalvi Pál Diják ki vagyok ith galambfalwaj mester." 1566. május 11. Az 1870-es években épült kőiskolát mára átalakították, benne tornaterem, könyvtár és helytörténeti gyűjtemény kapott helyet. Vele szemben áll az 1980-as években épült, korszerűen felszerelt iskola. Az I-VIII. osztályban pillanatnyilag 126 gyerek tanul. Az óvodába 56 gyerek jár.
1910-ben 1441 magyar lakosa volt. A trianoni békeszerződésig Udvarhely vármegye Székelykeresztúri járásához tartozott. 1992-ben 1203 lakosából 1187 magyar, 11 román volt.

## Látnivalók

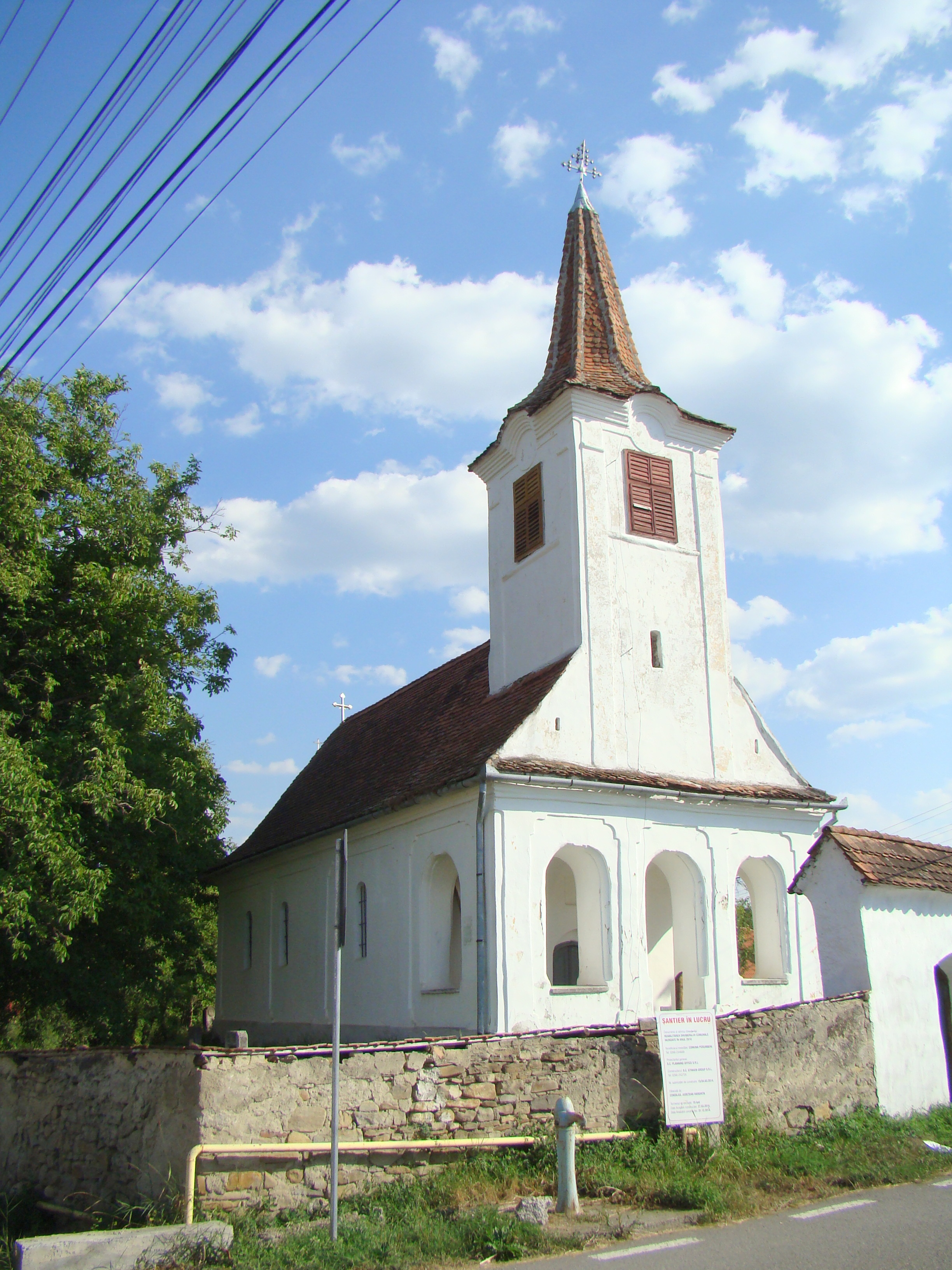
A Szent Miklós görögkatolikus templom

- Református temploma 13. századi eredetű. Erődített kerítőfal övezi. Freskóit 1970-ben bontották ki. Református templom a falu közepén a templomdombon épült átmeneti stílusban a 13-14. században, a 15. században gótikus stílusban építették át. A templom 1970. évi állagmegóvó munkálatai során feltárt művészeti értékei: a szentély ülőfülkéje, a sekrestyeajtó kerete, a korabeli bolthálózat rajza és a középkori freskók (triptichon – az első Árpád-házi Szent Erzsébetet ábrázolja, a második kép témája Mária mennyei megkoronázása zenélő angyalok társaságában, a harmadik kép Szent Dorottyát ábrázolja a kis Jézussal). 1989-ben a hajó déli falán külső freskót tártak fel, melyen feltehetőleg a keresztről való levétel látható, s egy felirat: "javítva 1479 Szent Bertalan". 2007-ben újították fel, amikor is a freskóit igen nagy mértékben helyreállították. A község református lelkipásztora Kányádi György. A templomkert csodálatosan szép – az életfát mintázó – vaskapuját, Bokor János kovácsmester készítette 2006-ban.

Protestáns időszakból bőven maradt fenn írott dokumentum, melyek alapján nyomon követhető a falu és egyházának története.
- A Szent Miklósról elnevezett görögkatolikus temploma 1737-ben épült, alacsony kőfal övezi.
- Természetvédelmi területe a Rák-tava, amely torlasztó; a helyiek feneketlen tónak tartják.

## Híres emberek
- Itt született 1818-ban Feleki Miklós színész, drámaíró.
- Itt született 1860-ban Sebesi Jób költő, néprajzos.
- Itt született 1929-ben és itt nyugszik Kányádi Sándor költő.
- Itt született Borbély Gábor római katolikus esperes, pápai prelátus.
- Itt született Benedekffy Katalin színművész, operaénekes.

## Testvértelepülései
- Mikepércs, Magyarország
- Szank, Magyarország
- Gyöngyöstarján, Magyarország